# Hohe Hessel
Die Hohe Hessel im Sauerland nahe Oberhundem in Nordrhein-Westfalen ist ein 743,4 m ü. NHN hoher Berg des Rothaargebirges im Kreis Olpe mit Gipfellage nahe der Grenze zum Kreis Siegen-Wittgenstein.

## Geographie

### Lage
Die Hohe Hessel liegt etwa im südwestlichen Zentrum des Rothaargebirges im Naturpark Sauerland-Rothaargebirge. Ihr Gipfel erhebt sich im Kreis Olpe (OE) 370 m westlich der Grenze zum Kreis Siegen-Wittgenstein (SI) etwa auf halber Luftlinie zwischen Kirchhundem (OE) im Westen und Bad Berleburg (SI) im Osten und auf solcher zwischen Hilchenbach (SI) im Südwesten und Schmallenberg (HSK) im Nordosten; letztere Ortschaft liegt im benachbarten Hochsauerlandkreis. Die nächsten Ortschaften sind Milchenbach (OE; zu Lennestadt) im Norden, Wingeshausen im Ostsüdosten und Aue (SI; beide zu Bad Berleburg) im Südosten sowie Rüspe im Süden und Oberhundem (OE; beide zu Kirchhundem) im Westen. Der nächsthöhere Nachbarberg ist mit 756 m der etwa 2,6 km nordnordöstlich gelegene Härdler. Etwa 2 km südwestlich der Hohen Hessel steht der Rhein-Weser-Turm und unweit westlich davon befindet sich der Panorama-Park Sauerland.

### Naturräumliche Zuordnung
Die Hohe Hessel gehört in der naturräumlichen Haupteinheitengruppe Süderbergland (Nr. 33), in der Haupteinheit Rothaargebirge (mit Hochsauerland) (333) und in der Untereinheit Westrothaarhöhen (333.4) zum Naturraum Westliche (Rüsper) Rothaar (333.41). Die Landschaft fällt nach Südosten bis Süden in den Naturraum Auer Ederbergland (333.42) ab; nach Westen leitet sie in den Naturraum Hundemgrund (3362.53) über, der in der Haupteinheit Südsauerländer Bergland (3362) zur Untereinheit Südsauerländer Rothaarvorhöhen (3362.5) zählt.

### Berghöhe und Gipfelregion
Die Höhe der Hohe Hessel wird teils nur mit rund 742 oder 743 m angegeben, was sich aber auf einen etwa 70 m westsüdwestlich ihres Gipfels (743,6 m) liegenden trigonometrischen Punkt auf 742,8 m Höhe bezieht. Auf den gipfelnahen Hochlagen des sonst bewaldeten Bergs liegen mehrere Wildwiesen. Rund 200 m nordöstlich des Gipfels steht ein Sendeturm (739 m), von dem Radio Siegen sendet.

### Wasserscheide und Fließgewässer
Auf dem von der Hohen Hessel in Richtung Nordnordosten – vorbei am Margaretenstein (682,9 m) und an Grummes Köpfchen – zum Härdler entlang des Rothaarsteigs überleitenden Bergkamm verläuft die Rhein-Weser-Wasserscheide. Auf dem Südwesthang des dortigen Wildhöfer (727,9 m), einer (etwas entfernten) nordnordwestlichen Nebenkuppe der Hohen Hessel, entspringt die Wigge als Zufluss der Hundem; deren Wasser erreicht durch die Lenne und Ruhr den Rhein. Zwischen Wildhöfer und Hoher Hessel entspringt der Lange Meinscheidbach und südlich der Hohen Hessel der Dengelsiepen (Dengessiepen) als linker und rechter Quellbach des Meinscheidbachs, dem linken Quellbach der Röspe. Südöstlich des Bergs entspringt der Westerbach als rechter Quellbach der Kappel, nördlich der Westerbach-Zufluss Mühlenbach (In der Mühle) und östlich der Westerbach-Zufluss Weißbach; das Wasser von Röspe und Kappel fließt jeweils durch die Eder und Fulda in die Weser.

## Schutzgebiete
Östlich der Gipfelregion der Hohen Hessel liegt das Naturschutzgebiet Rothaarkamm am Grenzweg (CDDA-Nr. 329598; 2004 ausgewiesen; 38,39 km² groß) und südlich liegen Teile des NSG Schwarzbachsystem mit Haberg und Krenkeltal (CDDA-Nr. 165492; 1961; 3,12 km²). Am und auf dem Berg befinden sich Bereiche zweier Landschaftsschutzgebiete: Kreis Olpe (CDDA-Nr. 345041; 1988; 262,87 km²) in der Gipfelregion und im Westen sowie Rothaargebirge (SI) (CDDA-Nr. 555550027; 299,42 km²) östlich der Gipfelregion. Ebenfalls östlich dieser Region liegt das Fauna-Flora-Habitat-Gebiet Schanze (FFH-Nr. 4816-302; 61,62 km²) und im Süden das FFH-Gebiet Schwarzbachsystem mit Haberg und Krenkeltal (FFH-Nr. 4915-302; 3,12 km²).

## Verkehr und Wandern
Vorbei am jeweils nahe der Hohen Hessel befindlichen Rhein-Weser-Turm und Panorama-Park Sauerland führt zwischen Oberhundem und Rüspe die Landesstraße 553, von der man auf Wald- und Wanderwegen zum Berg gelangen kann, zum Beispiel auf solchen, die vom etwa 1 km westlich am Gipfel vorbeiführenden Rothaarsteig abzweigen.